# モト冬樹とナンナラーズ
モト冬樹とナンナラーズ（もとふゆきとナンナラーズ）は、歌手・タレントのモト冬樹がリーダーを務めている日本のコミックバンドである。

## 概要
これはモト冬樹が1992年にビジーフォースペシャルより独立したコミックバンドである。なお、初期のグループ名はモト冬樹とフリーマーケットであった。
尚、出演していた番組のうち『THE夜もヒッパレ』のバンド演奏担当時はモトの元相方·グッチ裕三も出演していたため引き続き「ビジーフォースペシャル」としてクレジットされていた。

## メンバー
※★印はビジーフォースペシャルからの続投を示す。
- モト冬樹（リーダー）★
- 紅一点★
- ウーロン茶★
- エデン東★
- 俵山栄子
- メグ斉藤
- 藤井ヤマイ